# ان‌جی‌سی ۳۸۷۷
ان‌جی‌سی ۳۸۷۷ (انگلیسی: NGC 3877) نام یک کهکشان در صورت فلکی خرس بزرگ است.